# 半平山
半平山（はんだいらやま）は、徳島県美馬市にある山。標高は1,060m。

## 地理
美馬市穴吹町古宮に位置し、南側は崖になっているので山容は槍のように鋭い。北側の傾斜は比較的緩いため、半分平らな山、ということから「半平山」の名が付いたとする説がある。
登山コースは穴吹川をさかのぼり、国道492号を走る。大平集落から北へ、山頂まで約2時間の距離にある。近くに首取大師堂がある。山頂近くが大きく崩壊している。高さの割に山道は急勾配をなす。
この山域には、ヤマザクラ・イヌツゲ・アラカシ・ヤブツバキ・アセビなどが目につく。